# 冬の釧路&根室は魚がうまい!〜海の幸ショッピング〜
『冬の釧路&根室は魚がうまい!〜海の幸ショッピング〜』（ふゆのくしろとねむろはさかながうまい うみのさちショッピング）は、1996年から2008年までの毎年12月に札幌テレビ放送（STV）ほかで放送された釧路・根室の魚類や海産物を専門に取り扱う通信販売番組である。

## 概要
元々は釧路の魚類を通信販売で販売する番組として毎年12月に放送されていたが、後に根室のカニを中心とした海産物も取り扱うようになった。番組の制作著作はSTV札幌テレビ放送、企画運営はSTV開発センターが担当。

## MC
あき竹城と男性タレント、釧路・根室の海産物販売業者（男性タレントはほぼ毎年違う。）

## 2008年の放送内容
2008年は『冬の根室は魚がうまい!』として放送、釧路は割愛された。

## 2008年の放送局と時間帯
- 札幌テレビ放送（STV・制作局）：12月6日 10:30 - 11:25、12月12日 10:55 - 11:25
- テレビ埼玉（テレ玉）：12月6日 16:50 - 17:45
- 京都放送（KBS京都）：12月6日 17:00 - 17:55
- サンテレビジョン（SUN）：12月7日 11:00 - 11:55
- 東京メトロポリタンテレビジョン（MXテレビ）：12月7日 14:05 - 15:00
- 鹿児島読売テレビ（KYT）：12月12日 10:30 - 11:25
- テレビ信州（TSB）：12月13日 10:30 - 11:25
- 静岡第一テレビ（SDT）：TSBと同じ
- テレビ神奈川（tvk）：12月13日 16:35 - 17:30
- 三重テレビ放送（MTV）：12月13日 17:00 - 17:55
- BS日本（BS日テレ）：12月14日 14:30 - 15:00
  - BS日本での放送は唯一の全国放送であるが、また、唯一の短縮版での放送となった。

## リニューアル
番組名にもあるように、元来、釧路・根室の魚類や海産物を専門に取り扱った放送を行なっていたが、海産資源の枯渇や経済情勢の変化などの諸般の事情から、2009年より『あき竹城の北海道 味の物産市!』としてリニューアル。地域を北海道全体に広げ、紹介する商品も魚類・海産物から北海道に関わりのある食品全般へと拡大した。
さらに同名のカタログも発行され、テレビ、カタログ、ECサイトの「どさんこ広場」との連動が試みられている。